# Mitologia induista

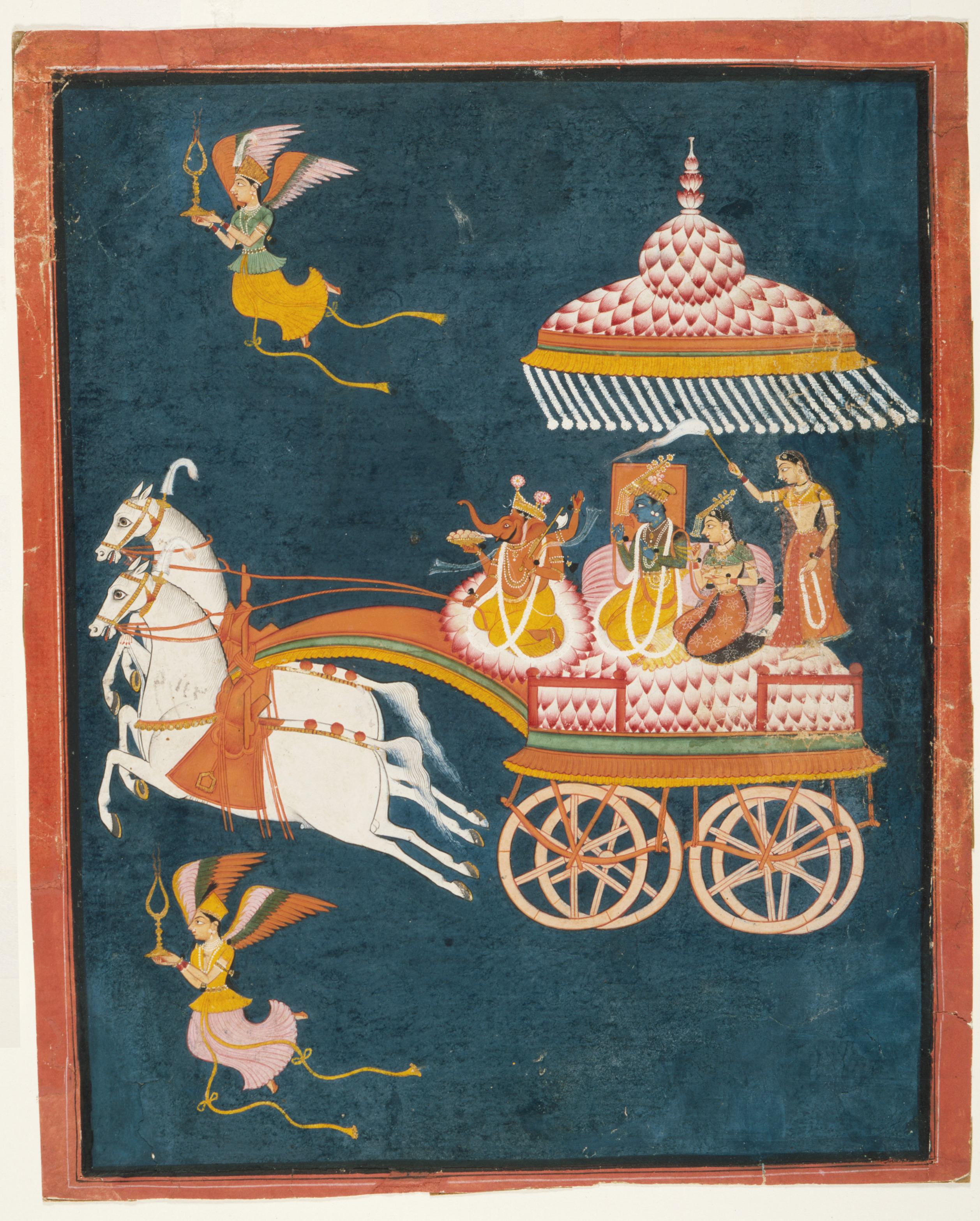
Krishna fugge con Rukmini

La mitologia induista è l'insieme di miti e leggende che fanno riferimento alla religione induista. Essa raggruppa un gran numero di miti che descrivono l'antica epoca in cui vivevano le divinità creatrici e ordinatrici del cosmo, insieme col loro corteggio di altri personaggi leggendari, intramezzati da discorsi filosofici e morali. È la base dell'induismo e ha influenzato la filosofia indiana e altre religioni come il buddismo e il giainismo.
Le divinità induiste sono nell'ordine di centinaia, e ognuna rappresenta un elemento della vita.

## Testi

### Veda
I più antichi testi mitologici indiani sono i quattro Veda, che sarebbero stati rivelati e poi trasmessi per via orale prima di essere scritti in differenti epoche avanti Cristo. Questi testi sono all'origine dell'induismo.
La mitologia vedica è molto antica, risalendo probabilmente al II millennio a.C., e presenta somiglianze con la ricostruita religione protoindoeuropea. Divinità di spicco sono Dyauṣ Pitā (padre cielo) e Pṛthvī Mātā (madre terra), da cui discendono le altre divinità, tra cui preminenti sono Indra, Agni, Uṣás e Soma.

### Le epopee
I principali racconti epici sono il Rāmāyaṇa e il Mahābhārata. Questi testi hanno una grande influenza sulla cultura indiana, raccontano la storia degli dei e dei re, servendo da parabola e da fonte di devozione per gli induisti.

### Altri testi
I Purāṇa sono un testo altrettanto importante, a carattere mitico e culturale, redatto per l'educazione religiosa di chi non può avere accesso ai Veda, come per esempio gli shudra o le donne.
Fanno parte della mitologia anche le Upaniṣad, commentari agli altri principali testi, trasmessi tradizionalmente per via orale e messi per iscritto solamente a partire dal XVII secolo.

## Divinità

### La trinità indù

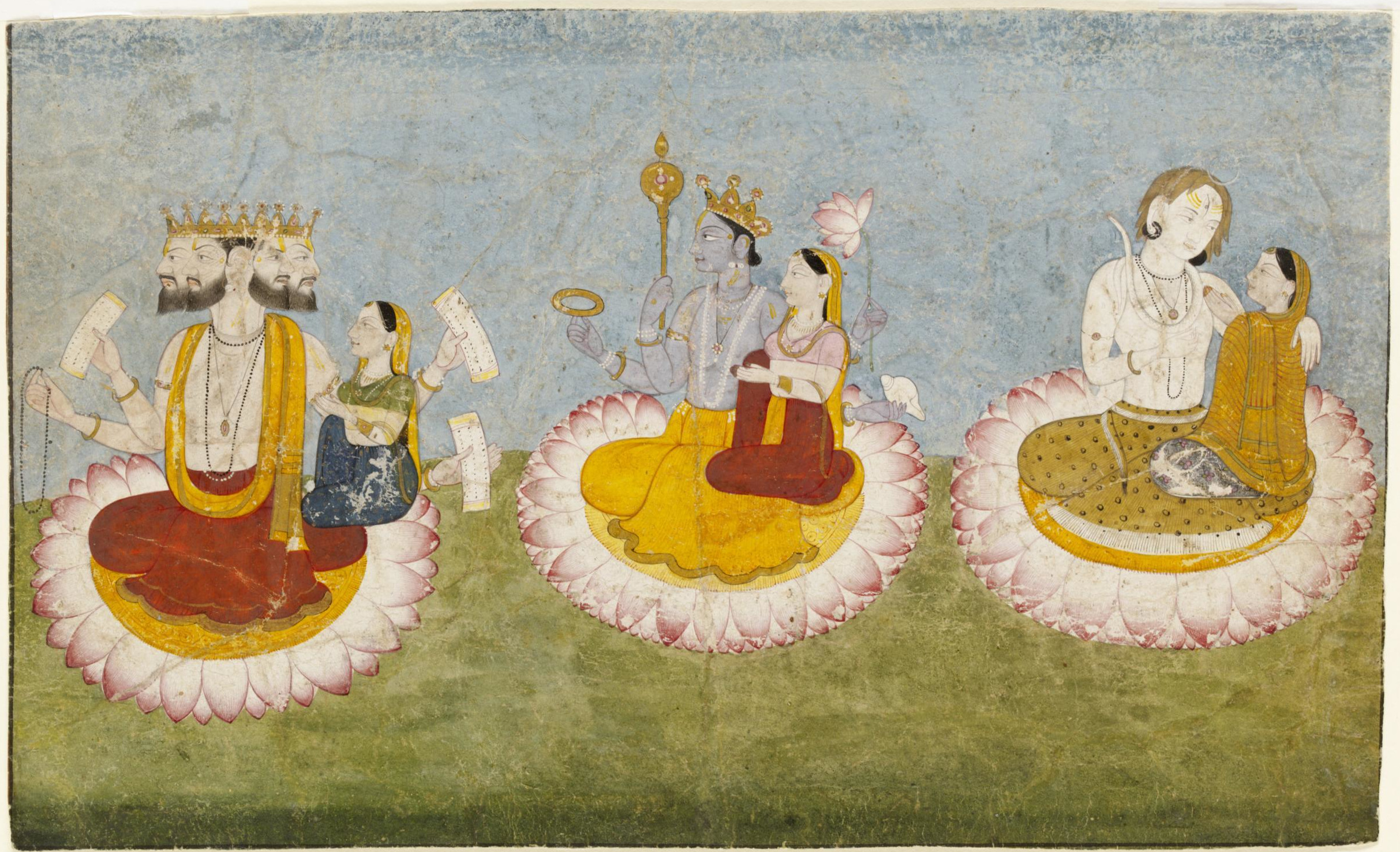
Brahma, Visnù e Shiva siedono su fiori di loto con Sarasvati, Lakshmi e Parvati.

La mitologia indù si fonda su una trinità:
- Brahmā, responsabile della creazione e dell'emanazione
- Visnù, responsabile del mantenimento e della conservazione
- Shiva, responsabile della distruzione e della trasformazione

La particolarità della mitologia indù risiede nel pragmatismo di questa trinità. Questi tre aspetti dell'eternità influiscono direttamente sul destino dell'uomo, manifestandosi nella dimensione temporale.
Accanto alla trinità maschile, ne esiste anche una femminile, composta da:
- Sarasvati, sposa di Brahma e dea della conoscenza universale
- Lakshmi, sposa di Visnù e dea dell'abbondanza e della ricchezza
- Parvati, sposa di Shiva e dea dell'amore e del matrimonio

### Gli altri dei
Accanto alla principale trinità, esiste un gran numero di divinità non meno importanti, alcune risalenti al periodo vedico e quindi cronologicamente precedenti alla Trimurti. Preminente tra essi è Indra, considerato il re degli dei, con una funzione simile allo Zeus greco o al Giove romano. Anche le divinità femminili hanno grande importanza nell'induismo, e in particolare la corrente dello shaktismo adora la grande madre o Mahadevi.